# Janne Heiskanen
Janne Heiskanen (Helsinki, 26 de enero de 1979 - Pattaya, 28 de octubre de 2022) fue un baterista finlandés, y miembro del grupo de rock The Rasmus, y posteriormente miembro de la banda Lovestone.

## Biografía
Janne aprendió a tocar la batería desde los 12 años. Formó parte de la agrupación original de The Rasmus, desde que se fundó la banda cuando sus miembros eran amigos y compañeros de la secundaria. Janne fue el baterista del grupo durante sus primeros 3 álbumes de estudio (Peep, Playboys y Hell of a Tester), hasta 1999 cuando se separó del grupo debido a algunas diferencias y un largo viaje a Tailandia y creó su propia banda, llamada Lovestone.